# Searsmont
Searsmont ist eine Town im Waldo County des Bundesstaates Maine in den Vereinigten Staaten. Im Jahr 2020 lebten dort 1400 Einwohner in 757 Haushalten auf einer Fläche von 101,40 km².

## Geographie
Nach dem United States Census Bureau hat Searsmont eine Gesamtfläche von 101,40 km², von der 97,75 km² Land sind und 3,65 km² aus Gewässern bestehen.

### Geographische Lage
Searsmont liegt im Süden des Waldo Countys und grenzt an das Knox County. Der Quantabacook Lake ist der größte See auf dem Gebiet der Town und liegt im Nordosten. Mehrere Flüsse durchziehen das Gebiet, die in anderen Seen münden. Die Oberfläche ist eher eben, höchste Erhebung ist der 317 m hohe Levenseller Mountain im Südosten des Gebietes.

### Nachbargemeinden
Alle Entfernungen sind als Luftlinien zwischen den offiziellen Koordinaten der Orte aus der Volkszählung 2010 angegeben.
- Nordosten: Morrill, 7,6 km
- Osten: Belmont, 17,3 km
- Südosten: Lincolnville, 12,3 km
- Süden: Hope, Knox County, 4,8 km
- Südwesten: Appleton, Knox County, 7,6 km
- Westen: Liberty, 11,2 km
- Nordwesten: Montville, 10,5 km

### Stadtgliederung
In Searsmont gibt es mehrere Siedlungsgebiete: Bickfords Corner, East Montville, Ghent, Knights Corner, Marriners Corner, Moody Mountain, North Searsmont, Pauls Corner, Searsmont, Slab City, West Searsmont und Woodmans Mills.

### Klima
Die mittlere Durchschnittstemperatur in Searsmont liegt zwischen −6,1 °C (21 °F) im Januar und 20,6 °C (69 °F) im Juli. Damit ist der Ort gegenüber dem langjährigen Mittel der USA um etwa 9 Grad kühler. Die Schneefälle zwischen Oktober und Mai liegen mit bis zu zweieinhalb Metern mehr als doppelt so hoch wie die mittlere Schneehöhe in den USA; die tägliche Sonnenscheindauer liegt am unteren Rand des Wertespektrums der USA.

## Geschichte
Das Gebiet von Searsmont gehörte zum Waldo Patent. Erste Siedler erreichten es um 1780. Später erwarben es Sears, Thorndike und Prescott, wohlhabende Bostoner und große Landbesitzer in dieser Region. Eine erste Siedlung wurde 1804 gegründet. Vermessen wurde sie im Jahr 1809 und am 5. Februar 1814 als Town organisiert. Benannt nach David Sears, dem bedeutendsten der Landbesitzer.
In Searsmont kreuzten sich mehrere Pfade der indigenen Bevölkerung. Sie nannten das Gebiet Quantabacook. In seiner Novelle über die Besiedlung Maines nannte der Autor Ben Ames Williams das Gebiet Fraternity Village.

### Einwohnerentwicklung
| Volkszählungsergebnisse – Town of Searsmont, Maine | Volkszählungsergebnisse – Town of Searsmont, Maine | Volkszählungsergebnisse – Town of Searsmont, Maine | Volkszählungsergebnisse – Town of Searsmont, Maine | Volkszählungsergebnisse – Town of Searsmont, Maine | Volkszählungsergebnisse – Town of Searsmont, Maine | Volkszählungsergebnisse – Town of Searsmont, Maine | Volkszählungsergebnisse – Town of Searsmont, Maine | Volkszählungsergebnisse – Town of Searsmont, Maine | Volkszählungsergebnisse – Town of Searsmont, Maine | Volkszählungsergebnisse – Town of Searsmont, Maine |
| Jahr                                               | 1800                                               | 1810                                               | 1820                                               | 1830                                               | 1840                                               | 1850                                               | 1860                                               | 1870                                               | 1880                                               | 1890                                               |
| -------------------------------------------------- | -------------------------------------------------- | -------------------------------------------------- | -------------------------------------------------- | -------------------------------------------------- | -------------------------------------------------- | -------------------------------------------------- | -------------------------------------------------- | -------------------------------------------------- | -------------------------------------------------- | -------------------------------------------------- |
| Einwohner                                          |                                                    |                                                    | 675                                                | 1151                                               | 1374                                               | 1693                                               | 1657                                               | 1418                                               | 1330                                               | 1144                                               |
| Jahr                                               | 1900                                               | 1910                                               | 1920                                               | 1930                                               | 1940                                               | 1950                                               | 1960                                               | 1970                                               | 1980                                               | 1990                                               |
| Einwohner                                          | 949                                                | 828                                                | 669                                                | 613                                                | 542                                                | 558                                                | 628                                                | 624                                                | 482                                                | 938                                                |
| Jahr                                               | 2000                                               | 2010                                               | 2020                                               | 2030                                               | 2040                                               | 2050                                               | 2060                                               | 2070                                               | 2080                                               | 2090                                               |
| Einwohner                                          | 1174                                               | 1392                                               | 1400                                               |                                                    |                                                    |                                                    |                                                    |                                                    |                                                    |                                                    |

## Kultur und Sehenswürdigkeiten

### Bauwerke
In Searsmont wurden zwei Bauwerke und weitere Objekte unter Denkmalschutz gestellt und ins National Register of Historic Places aufgenommen. Die Lage der ebenfalls geschützten archäologischen Stätte wird nicht bekannt gegeben.
- Hardscrabble Farm, 1994 unter der Register-Nr. 94000181.[10]
- Moody Farm, 2002 unter der Register-Nr. 02001269.[11]
- Georges River Canal, 1970 unter der Register-Nr. 70000048.[12]
- Archeological Site No. 39.1, 1994 unter der Register-Nr. 94000759.[13]

## Wirtschaft und Infrastruktur

### Verkehr
Die Maine State Route 3 verläuft in westöstlicher Richtung durch den nördlichen Teil der Town. Die Maine State Route 131 kreuzt sich im Village Searsmont mit der Maine State Route 173.

### Öffentliche Einrichtungen
Es gibt keine medizinischen Einrichtungen in Searsmont. Die nächstgelegenen befinden sich in Belfast und Camden.
In Searsmont befindet sich die Searsmont Town Library in der Maine Street.

### Bildung
Searsmont gehört mit Belfast, Belmont, Morrill und Swanville zur RSU #71.
Im Schulbezirk werden folgende Schulen angeboten:
- Ames Elementary School in Searsmont
- Gladys Weymouth Elementary School in Morrill
- Captain Albert Stevens Elementary School in Belfast
- East Belfast Elementary in Belfast
- Nickerson Elementary in Belfast
- Troy Howard Middle School in Belfast
- Belfast Area High School in Belfast

## Persönlichkeiten

### Söhne und Töchter der Stadt
- Charles West Kendall (1828–1914), Politiker

### Persönlichkeiten, die vor Ort gewirkt haben
- Edwin Denby (1903–1983), Tänzer